# 1 Komenda Odcinka Szklarska Poręba
1 Komenda Odcinka Szklarska Poręba – rozformowany samodzielny pododdział Wojsk Ochrony Pogranicza pełniący służbę na granicy polsko-czechosłowackiej.

## Formowanie i zmiany organizacyjne

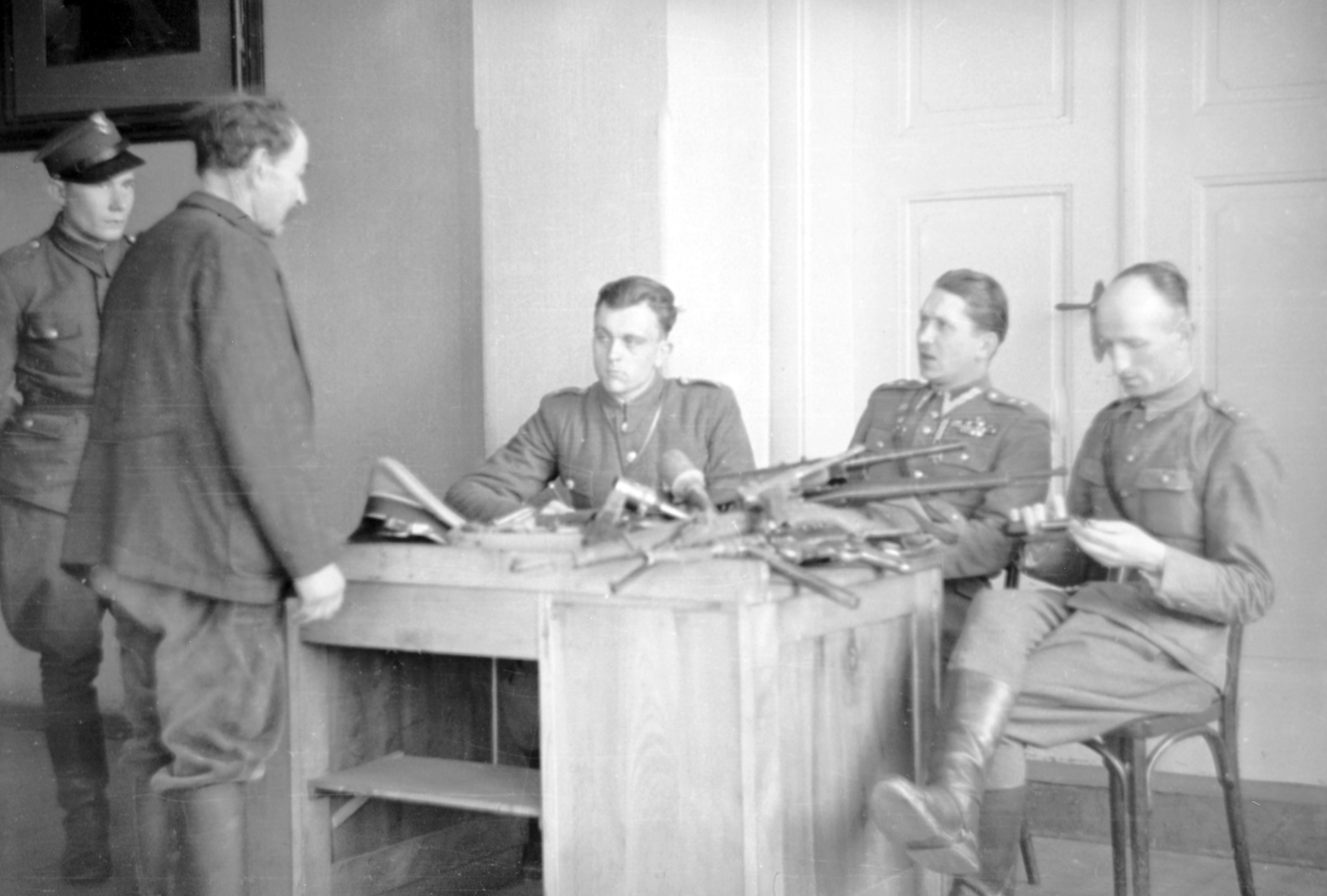
Przesłuchanie zatrzymanego przestępcy (1945–1950)

1 Komenda Odcinka sformowana została w 1945 w strukturze organizacyjnej 1 Oddziału Ochrony Pogranicza. Komenda odcinka przejęła ochronę granicy państwowej na odcinku: od Stoku Izerskiego do Przesieki, od 3. batalionu 33 Pułku Piechoty 7 Dywizji Piechoty dowodzonego przez por. Bogdana Mariana Gintera, którego pododdział pełnił służbę na granicy od 30 maja do 16 października 1945. Dowództwo i pododdziały batalionu zakwaterowane były w Szklarskiej Porębie, w budynku przy ul. Franiszkańskiej. Budynek szkoły jak i pobliskie budynki przed II wojną światową należały do zakonu. Po wejściu na te tereny wojsk polskich zorganizowano tam kwatermistrzostwo, sztab oddziału i areszt, a w pozostałych budynkach  koszary wojskowe.

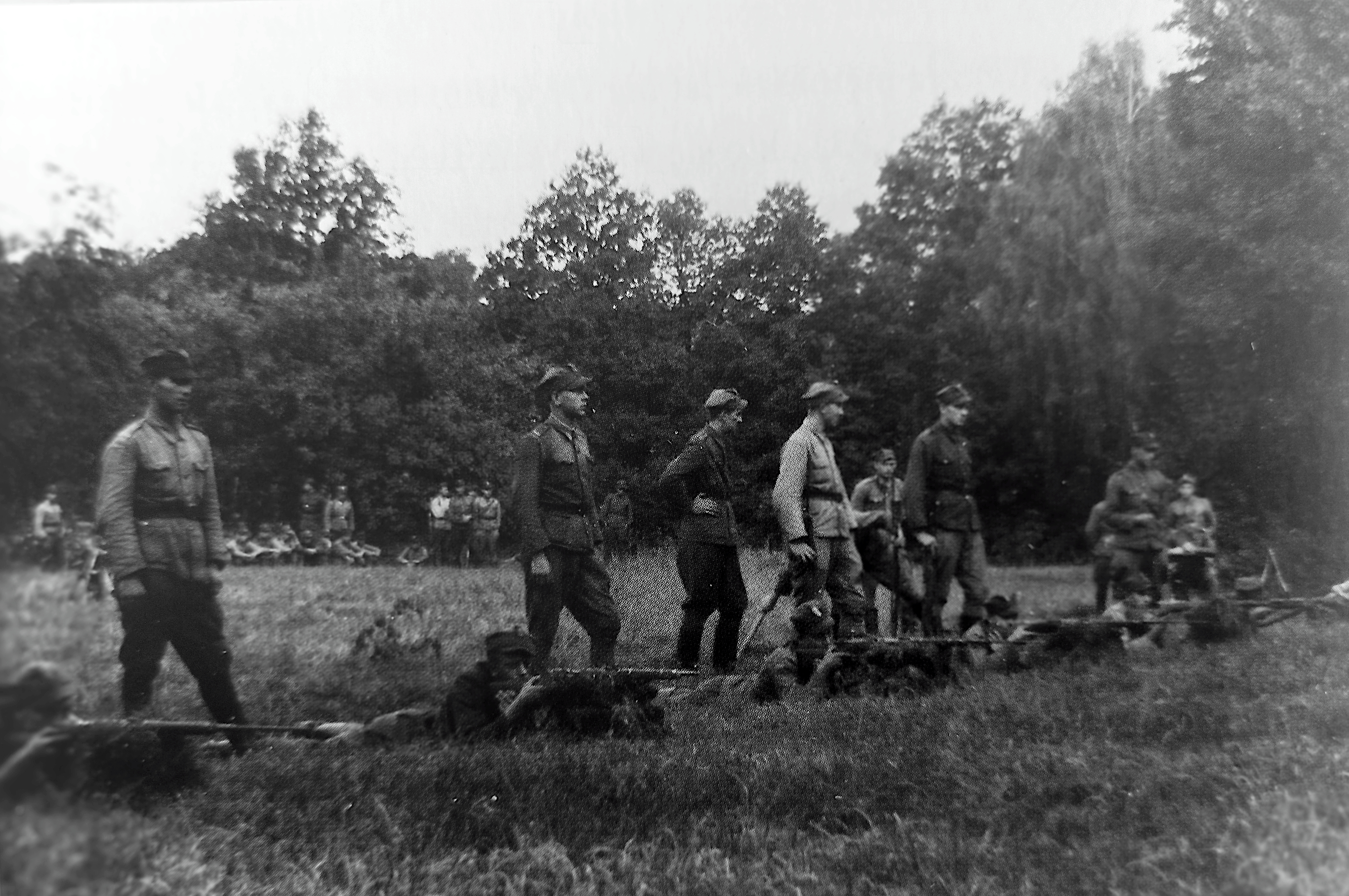
Żołnierze WOP w czasie szkolenia strzeleckiego (1945–1948)

We wrześniu 1946 odcinek wszedł w skład Łużyckiego Oddziału WOP nr 1.
W latach 1947–1948 komenda zmieniła swoją siedzibę i przeprowadziła się do dawnego szpitala dla psychicznie i nerwowo chorych przy ul. 1-go Maja.
Na bazie 1 Komendy Odcinka 24 kwietnia 1948 sformowano samodzielny batalion Ochrony Pogranicza nr 12.

## Struktura organizacyjna
Dyslokacja 1 Komendy Odcinka w 1946 przedstawiała się następująco :
- komendantura odcinka i pododdziały sztabowe – Szklarska Poręba
- 1 strażnica – Karpacz (Wilcza Poręba)[7]
- 2 strażnica – Hinter Zaalberg (Matejkowice)[7]
- 3 strażnica – Bande (Kamieńczyk)[7] [d]
- 4 strażnica – Karlsthal/Jacobsthal (Jakuszyce)[7]
- 5 strażnica – Karlsthal (Orle)[7] .

## Komendanci odcinka
- mjr Antoni Dorożyński[1] (od 16.10.1945)[3]
- mjr Borys Stelmach (był w 10.1946)[e].

## Upamiętnienie

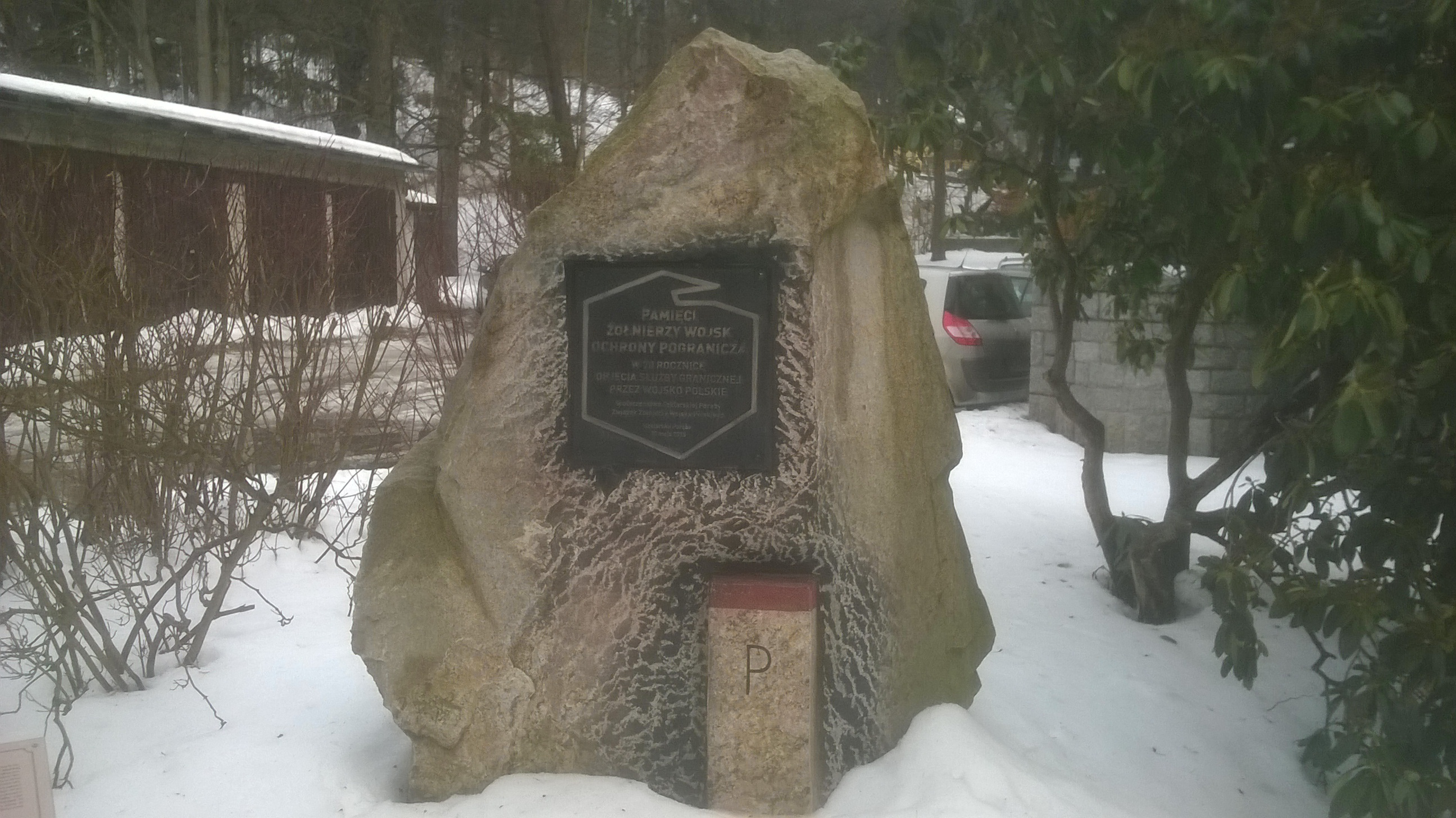
Szklarska Poręba – pomnik poświęcony pamięci żołnierzy Wojsk Ochrony Pogranicza, odsłonięty w 70. rocznicę objęcia służby granicznej przez Wojsko Polskie (luty 2017)

29–30 maja 2015 odbyły się uroczystości rocznicowe związane z objęciem ochroną granicy przez Wojsko Polskie i z utworzeniem w Szklarskiej Porębie garnizonu WOP. Celem przyświecającym wszystkim poczynaniom było przypomnienie istotnych dla kraju i Szklarskiej Poręby wydarzeń, upamiętnienie ich poprzez ustawienie obelisku, upowszechnienie wiedzy szczególnie wśród najmłodszego pokolenia i podziękowanie ludziom dbającym o bezpieczeństwo w tamtych latach.